# Parc Richelieu
Het Parc Richelieu is een park in de Franse stad Calais.
Dit park ligt op de voormalige stadswallen en is genoemd naar Kardinaal de Richelieu die zich heeft ingezet voor de verbetering van de vestingwerken van de stad. Vanaf 1962 werd dit park aangelegd op het terrein van de vroegere, door Vauban aangelegde, stadsversterkingen. Het park werd in 1962 heringericht.
Het Monument voor de doden van het bombardement van mei 1940 werd in 1950 vernield en in 1956 heropgebouwd. Op deze plaats stond vanaf 1895 het monument van De burgers van Calais dat later voor het gemeentehuis kwam te staan.
Tegenover het park bevindt zich het Museum voor Schone Kunsten van Calais.